# João Neves
João Pedro Gonçalves Neves (Tavira, 27 settembre 2004) è un calciatore portoghese, centrocampista del Paris Saint-Germain e della nazionale portoghese, con cui ha vinto la UEFA Nations League 2024-2025.

## Caratteristiche tecniche
Nell'ottobre del 2023, è stato incluso come "wild card" nella lista dei 25 finalisti del premio European Golden Boy, assegnato dal quotidiano Tuttosport al miglior giocatore Under-21 militante in un campionato europeo.

Abile tecnicamente e intelligente tatticamente, può ricoprire tutti i ruoli del centrocampo anche se è come centrale che esprime al meglio le sue qualità palla al piede e la sua capacità nell'organizzazione del gioco.

## Carriera

### Club

#### Benfica
Cresciuto nel settore giovanile del Benfica, il 21 dicembre 2022 firma il suo primo contratto professionistico con le Águias, valido fino al 2028. Nove giorni dopo ha esordito in prima squadra, in occasione dell'incontro di Primeira Liga perso per 3-0 contro il Braga, subentrando a Gonçalo Ramos al minuto '89 di gioco. Il 15 febbraio, fa il suo debutto in Champions League nella gara di andata degli ottavi di finale, contro il Club Bruges. Trova la sua prima rete, nella penultima giornata di campionato, nel "Derby de Lisboa" contro lo Sporting (2-2). Alla fine della stagione, totalizza 20 presenze (con altre 11 partite nella squadra B).
Nella stagione 2023-2024 diventa presto un pilastro della squadra della capitale, ed il 12 novembre trova la sua seconda rete in carriera, sempre nel derby contro lo Sporting realizzando al 94º il gol del momentaneo pareggio.

#### Paris Saint-Germain
Il 5 agosto 2024 viene acquistato dal Paris Saint-Germain, ad un prezzo di 70 milioni di euro.
Il 16 agosto 2024 esordisce con i parigini, servendo due assist nel match vinto 4-1 contro il Le Havre.  Il 27 ottobre segna il suo primo gol in Ligue 1 contro il Marsiglia, in una partita vinta 3-0. 
Il 22 gennaio 2025 segna il suo primo gol in Champions League contro il Manchester City, nel match vinto 4-2.  Conclude la stagione vincendo il campionato con sei turni di anticipo, la coppa nazionale battendo il Reims 3-0 in finale e la Champions League con un netto 5-0 contro l'Inter, realizzando così il triplete. 

### Nazionale
Ha giocato nelle nazionali giovanili portoghesi Under-15, Under-19 ed Under-21, venendo convocato per gli Europei Under-21 2023 dove gioca tutte e quattro le partite disputate, trovando anche il gol nella sfida contro il Belgio (2-1).
Il 6 ottobre 2023 viene convocato per la prima volta in nazionale maggiore, dove esordisce dieci giorni (a 19 anni e 19 giorni) nel successo per 0-5 in casa della Bosnia ed Erzegovina, subentrando all'85' minuto ad Otávio, nella gara valevole per le Qualificazioni ad Euro 2024.
Il 21 maggio 2024 viene inserito nella lista finale dei convocati per gli europei in Germania.

## Statistiche

### Presenze e reti nei club
Statistiche aggiornate al 3 maggio 2025.
| Stagione        | Squadra             | Campionato      | Campionato | Campionato | Coppe nazionali | Coppe nazionali | Coppe nazionali | Coppe continentali | Coppe continentali | Coppe continentali | Altre coppe | Altre coppe | Altre coppe | Totale | Totale |
| Stagione        | Squadra             | Comp            | Pres       | Reti       | Comp            | Pres            | Reti            | Comp               | Pres               | Reti               | Comp        | Pres        | Reti        | Pres   | Reti   |
| --------------- | ------------------- | --------------- | ---------- | ---------- | --------------- | --------------- | --------------- | ------------------ | ------------------ | ------------------ | ----------- | ----------- | ----------- | ------ | ------ |
| 2022-2023       | Benfica B           | SL              | 11         | 0          | -               | -               | -               | -                  | -                  | -                  | -           | -           | -           | 11     | 0      |
| 2022-2023       | Benfica             | PL              | 17         | 1          | CP+CdL          | 0+0             | 0               | UCL                | 3                  | 0                  | -           | -           | -           | 20     | 1      |
| 2023-2024       | Benfica             | PL              | 33         | 3          | CP+CdL          | 6+3             | 0               | UCL+UEL            | 6+6                | 0                  | SP          | 1           | 0           | 55     | 3      |
| Totale Benfica  | Totale Benfica      | Totale Benfica  | 50         | 4          |                 | 9               | 0               |                    | 15                 | 0                  |             | 1           | 0           | 75     | 4      |
| 2024-2025       | Paris Saint-Germain | L1              | 29         | 3          | CF              | 5               | 1               | UCL                | 17                 | 1                  | SF+Cmc      | 1+3         | 2           | 55     | 7      |
| Totale carriera | Totale carriera     | Totale carriera | 90         | 7          |                 | 14              | 1               |                    | 32                 | 1                  |             | 5           | 2           | 141    | 11     |

### Cronologia presenza e reti in nazionale
| Cronologia completa delle presenze e delle reti in nazionale ― Portogallo | Cronologia completa delle presenze e delle reti in nazionale ― Portogallo | Cronologia completa delle presenze e delle reti in nazionale ― Portogallo | Cronologia completa delle presenze e delle reti in nazionale ― Portogallo | Cronologia completa delle presenze e delle reti in nazionale ― Portogallo | Cronologia completa delle presenze e delle reti in nazionale ― Portogallo | Cronologia completa delle presenze e delle reti in nazionale ― Portogallo | Cronologia completa delle presenze e delle reti in nazionale ― Portogallo |
| Data                                                                      | Città                                                                     | In casa                                                                   | Risultato                                                                 | Ospiti                                                                    | Competizione                                                              | Reti                                                                      | Note                                                                      |
| ------------------------------------------------------------------------- | ------------------------------------------------------------------------- | ------------------------------------------------------------------------- | ------------------------------------------------------------------------- | ------------------------------------------------------------------------- | ------------------------------------------------------------------------- | ------------------------------------------------------------------------- | ------------------------------------------------------------------------- |
| 16-10-2023                                                                | Zenica                                                                    | Bosnia ed Erzegovina                                                      | 0 – 5                                                                     | Portogallo                                                                | Qual. Euro 2024                                                           | -                                                                         | 85’                                                                       |
| 16-11-2023                                                                | Vaduz                                                                     | Liechtenstein                                                             | 0 – 2                                                                     | Portogallo                                                                | Qual. Euro 2024                                                           | -                                                                         | 87’                                                                       |
| 19-11-2023                                                                | Lisbona                                                                   | Portogallo                                                                | 2 – 0                                                                     | Islanda                                                                   | Qual. Euro 2024                                                           | -                                                                         | 87’                                                                       |
| 21-3-2024                                                                 | Guimarães                                                                 | Portogallo                                                                | 5 – 2                                                                     | Svezia                                                                    | Amichevole                                                                | -                                                                         | 62’                                                                       |
| 26-3-2024                                                                 | Lubiana                                                                   | Slovenia                                                                  | 2 – 0                                                                     | Portogallo                                                                | Amichevole                                                                | -                                                                         | 89’                                                                       |
| 4-6-2024                                                                  | Lisbona                                                                   | Portogallo                                                                | 4 – 2                                                                     | Finlandia                                                                 | Amichevole                                                                | -                                                                         |                                                                           |
| 11-6-2024                                                                 | Aveiro                                                                    | Portogallo                                                                | 3 – 0                                                                     | Irlanda                                                                   | Amichevole                                                                | -                                                                         | 77’                                                                       |
| 22-6-2024                                                                 | Dortmund                                                                  | Turchia                                                                   | 0 – 3                                                                     | Portogallo                                                                | Euro 2024 - 1º turno                                                      | -                                                                         | 88’                                                                       |
| 26-6-2024                                                                 | Gelsenkirchen                                                             | Georgia                                                                   | 2 – 0                                                                     | Portogallo                                                                | Euro 2024 - 1º turno                                                      | -                                                                         | 75’                                                                       |
| 5-9-2024                                                                  | Lisbona                                                                   | Portogallo                                                                | 2 – 1                                                                     | Croazia                                                                   | UEFA Nations League 2024-2025 - 1º turno                                  | -                                                                         | 46’                                                                       |
| 8-9-2024                                                                  | Lisbona                                                                   | Portogallo                                                                | 2 – 1                                                                     | Scozia                                                                    | UEFA Nations League 2024-2025 - 1º turno                                  | -                                                                         | 68’                                                                       |
| 15-11-2024                                                                | Porto                                                                     | Portogallo                                                                | 5 – 1                                                                     | Polonia                                                                   | UEFA Nations League 2024-2025 - 1º turno                                  | -                                                                         | 25’ 46’                                                                   |
| 18-11-2024                                                                | Spalato                                                                   | Croazia                                                                   | 1 – 1                                                                     | Portogallo                                                                | UEFA Nations League 2024-2025 - 1º turno                                  | -                                                                         |                                                                           |
| 20-3-2025                                                                 | Copenaghen                                                                | Danimarca                                                                 | 1 – 0                                                                     | Portogallo                                                                | UEFA Nations League 2024-2025 - Quarti di finale                          | -                                                                         | 86’                                                                       |
| 4-6-2025                                                                  | Monaco di Baviera                                                         | Germania                                                                  | 1 – 2                                                                     | Portogallo                                                                | UEFA Nations League 2024-2025 - Semifinale                                | -                                                                         | 58’                                                                       |
| 8-6-2025                                                                  | Monaco di Baviera                                                         | Portogallo                                                                | 2 – 2 dts (5 – 3 dtr)                                                     | Spagna                                                                    | UEFA Nations League 2024-2025 - Finale                                    | -                                                                         | 46’                                                                       |
| Totale                                                                    |                                                                           | Presenze                                                                  | 16                                                                        |                                                                           | Reti                                                                      | 0                                                                         |                                                                           |

## Palmarès

### Club

#### Competizioni giovanili
- UEFA Youth League: 1

Benfica: 2021-2022
- Coppa Intercontinentale Under-20: 1

Benfica: 2022

#### Competizioni nazionali
- Campionato portoghese: 1

Benfica: 2022-2023
- Supercoppa di Portogallo: 1

Benfica: 2023
- Supercoppa francese: 1

Paris Saint-Germain: 2024
- Campionato francese: 1

Paris Saint-Germain: 2024-2025
- Coppa di Francia: 1

Paris Saint-Germain: 2024-2025

#### Competizioni internazionali
- UEFA Champions League: 1

Paris Saint-Germain: 2024-2025
- Supercoppa UEFA: 1

Paris Saint-Germain: 2025

### Nazionale
- UEFA Nations League: 1

2024-2025